# Deportation von Juden aus Nürnberg
In der nationalsozialistischen Diktatur wurden Juden auch aus Nürnberg zur Vernichtung in den Osten deportiert. Diese Deportationen erfassten nahezu alle Juden in und um Nürnberg. Sie dauerten von 1941 bis 1944; die meisten Menschen wurden 1941 und 1942 deportiert. Die Deportationen endeten direkt oder indirekt an Vernichtungsstätten. Von 1941 etwa 1835 in Nürnberg wohnenden Juden überlebten etwa 40 in der „Stadt der Reichsparteitage“ und etwa 70 in den Lagern; die anderen etwa 1725 wurden ermordet.
Die Deportationen der Nürnberger Juden wurde im Zusammenwirken von Polizei (Dr. Benno Martin), Stadtverwaltung (Willy Liebel) und Gestapo mit der Deutschen Reichsbahn organisiert. Propagandistisch vorbereitet waren sie vom früheren NSDAP-Gauleiter Julius Streicher.
Im Sommer 1933 lebten in Nürnberg 7502 Juden. Zu Beginn der Deportationen im Herbst 1941 waren in Nürnberg 1835 Juden im Sinne der Nürnberger Gesetze gemeldet.

## Chronologie der Deportationen
Am 29. November 1941 wurden 1008 Juden, darunter 512 Nürnberger, über Zwischenstation in einem Barackenlager am Reichsparteitagsgelände vom Bahnhof Nürnberg-Märzfeld am Reichsparteitagsgelände unter der Zugnummer Da32 nach Riga deportiert; von den 512 Nürnbergern überlebten 16 die Deportation, 496 wurden ermordet. Am 24. März 1942 ging unter der Nummer Da36 der zweite Zug mit Deportierten von Nürnberg ab, diesmal in das Ghetto Izbica bei Lublin. Unter den 1000 Deportierten waren 426 Nürnberger Juden. Alle mit diesem Transport Deportierten wurden ermordet.
19 Nürnberger Juden, die für den zweiten Deportationszug am 24. März 1942 vorgesehen waren, aber aus verschiedenen Gründen damals nicht deportiert worden waren, wurden am 25. April 1942 in Bamberg in den aus Würzburg kommenden Deportationszug Da49 gebracht. Dieser Zug fuhr nach Krasnystaw, etwa 18 km von Izbica entfernt, wo er am Abend des 28. April 1942 eintraf. Diesen Transport mit einer Gesamtstärke von 955 Personen hat niemand überlebt.
Damit waren fast alle jüngeren Nürnberger Juden deportiert und zu 99 Prozent ermordet worden.
Die meisten der in Nürnberg noch verbliebenen Juden waren alte Menschen beiderlei Geschlechts und Kinder. Unter den Männern waren Teilnehmer des Ersten Weltkrieges, darunter Kriegsbeschädigte und Dekorierte. Sie wurden Ende August 1942 in drei Altersheimen, darunter das Altersheim in der Johannisstraße 17 („Lazarus und Bertha Schwarz'sche Altersversorgungsanstalt“), zusammengefasst.
Am 10. September 1942 wurden 533 alte Nürnberger Juden in das zeitweise als Vorzeige-Konzentrationslager geführte, vor allem aber als Durchgangslager zu den Vernichtungsstätten dienende KZ Theresienstadt in Nordböhmen deportiert.

Der Transport unter der Reichsbahn-Kennung Da512 umfasste insgesamt wiederum 1000 Menschen. Der Zug bestand aus 20 Personenwagen und sechs Güterwagen. Das ist insofern bemerkenswert, als Deportationszüge aus dem sogenannten Altreich schon aus Gründen der Kaschierung des Vorganges allgemein aus Personenwagen bestanden; die allgemein bekannte Art der Deportation mit Güterwagen fand vor allem im Osten und Süden des nationalsozialistischen Machtbereiches statt.
Diejenigen, die Theresienstadt überlebten, wurden 1943 und 1944 ins Konzentrationslager Auschwitz deportiert. Von diesen 533 Nürnberger Juden überlebten 27 die Deportation.
In Nürnberg verblieben nach diesen drei Massendeportationen noch etwa 345 Juden. Die meisten von ihnen wurden im Herbst 1942 zwangsweise in die Nachbarstadt Fürth verbannt, so dass Liebel nach Berlin melden konnte, dass Nürnberg „judenrein“ sei.
Am 23. September 1942 ging der ursprünglich für Nürnberg geplante Deportationszug Da518 von Würzburg Hauptbahnhof nach Theresienstadt. Die Verlegung des Abfahrtsbahnhofs erfolgte kurzfristig, weil in Nürnberg nicht mehr genügend zu deportierende Juden ansässig waren. In den 20 Personenwagen wurden insgesamt 680 Juden deportiert, davon 566 aus dem Gestapo-Bezirk Nürnberg-Fürth (der auch Würzburg umfasste). Wie viele dieser 566 Menschen aus Nürnberg selbst stammten, ist nicht exakt ermittelt. Es ist anzunehmen, dass die meisten davon aus Würzburg und Mainfranken stammten. Deportierte, die Theresienstadt überlebten, wurden 1943 und 1944 nach Auschwitz weiter deportiert. Von Überlebenden ist nichts bekannt.
Mit der sechsten Deportation wurden 36 Nürnberger Juden am 16. Juni 1943 in einem an reguläre Züge angehängten Personenwagen nach Theresienstadt deportiert. Über das weitere Schicksal dieser Menschen ist nichts bekannt. Tags darauf wurden 73 Menschen aus dem Bezirk Nürnberg-Fürth, darunter vermutlich 16 Nürnberger Juden, in einem an reguläre Züge angehängten Personenwagen nach Auschwitz deportiert. Alle 73 Menschen dieser siebten Deportation aus Nürnberg wurden ermordet.
Am 17. Januar 1944 wurden mit der achten und letzten Deportation aus Nürnberg zehn Nürnberger Juden, deren nicht-jüdische Mischehepartner verstorben waren oder sich hatten scheiden lassen, ins KZ Theresienstadt deportiert. Über ihr Schicksal ist nichts bekannt.

## Fazit
Die in Nürnberg nun noch verbliebenen etwa 40 Menschen, die nach den Nürnberger Gesetzen als Juden oder „Halbjuden“ galten, lebten alle in sogenannten privilegierten Mischehen, was der Grund für deren Zurückstellung von den Deportationen war. Im Gegensatz zu anderen deutschen Städten wurden diese etwa 40 Menschen schließlich nicht mehr deportiert. Ein Grund dafür ist nicht bekannt. Möglicherweise hängt er mit Aktenverlusten der Gestapo durch Luftangriffe zusammen. Von den mindestens 1542 aus Nürnberg deportierten Juden (zuzüglich der unbekannten Zahl aus dem fünften Deportationszug; insgesamt waren es vermutlich 1631) überlebten insgesamt 68, davon 37 in Theresienstadt. Von den rund 200 Kindern unter den Deportierten überlebten zwei.